# ウェルとばた
ウェルとばたは福岡県北九州市戸畑区汐井町、戸畑駅前にある、北九州市により開設された、公共施設・オフィスビルの複合施設。

## 概要
北九州市が1997年に策定した、戸畑まちづくり構想の戸畑駅周辺地区整備事業「交流にぎわい醸成のまち」整備方針に基づき、市民福祉の向上と、福祉活動の活性化を図る目的で2002年10月にオープン。1999年3月に先行して整備された、戸畑駅の移転改築、戸畑サティ（現・イオン戸畑ショッピングセンター）と合わせ、戸畑区の玄関口の顔となっている。

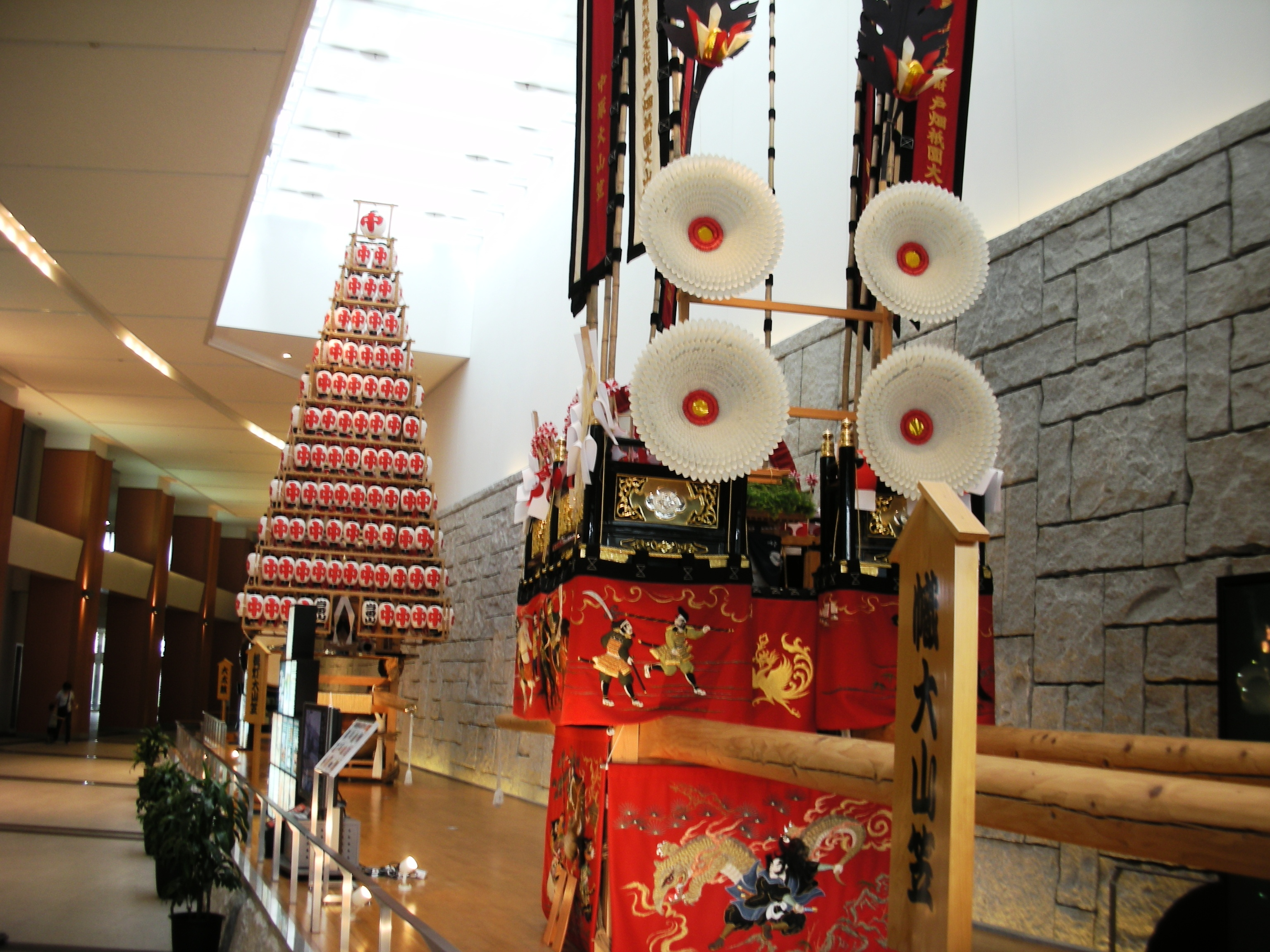
交流プラザに展示されている戸畑祇園大山笠（2009年当番山笠・中原大山笠のレプリカ）

戸畑区千防にあった、旧・戸畑市民会館（跡地は戸畑区役所等）を移転した戸畑市民会館「大ホール」・「中ホール」（日立金属記念ホール）の機能を持つ「市民会館棟」と、福祉関連の団体や民間のテナントが入居する「福祉会館棟」（地上12階建）からなる。なお、2階の交流プラザには戸畑祇園大山笠の提灯山笠と幟山笠が常設展示されている。
「ウェルとばた」という名称は、「北九州市立福祉会館」と「北九州市立戸畑市民会館」の総称であり、名称の「ウェル」は、Well - 親切に・適切に、Welcome - 歓迎、Welfare - 福祉の意味を持つ。
ちなみに、ウェルとばたに隣接する戸畑駅ロータリーからイオン戸畑SCにかけての敷地は日立金属戸畑工場跡地で、日立金属のルーツである戸畑鋳物（創始者は鮎川義介）が設立された場所である。
開館時間　8:00〜22:00（窓口対応は9:00〜21:00）
駐車場（１階）7:30〜23:00
休館日　12月29日〜1月3日

## 主な施設・テナント
- 北九州市立戸畑市民会館（大ホール：800席／中ホール：300席／リハーサル室／第1・2練習室）
- 北九州市立福祉会館（多目的ホール：180席／3・8・12階会議室）
- 社会福祉法人　北九州市社会福祉協議会
- ボランティア・市民活動センター
- 青少年ボランティアステーション
- 権利擁護・市民後見センター「らいと」
- 一般社団法人　北九州成年後見センター「みると」
- 北九州市立母子福祉センター
- 北九州市子ども総合センター
- 北九州市立東部障害者福祉会館
- 北九州市立消費生活センター
- 北九州市高年齢者就業支援センター
- 八幡公共職業安定所 戸畑分庁舎（シティハローワーク・ウェルとばた）
- 日本施設協会
- 日立金属ソリューションズ 九州事業部
- ベネッセコーポレーション 北九州事業所（北九州センター）
- TMJ 北九州センター
- 西鉄バス北九州 定期券販売所
- 北九州市・子ども若者応援センター「YELL」

## 周辺施設
- JR九州　戸畑駅
- イオン戸畑店
- ベスト電器戸畑店
- 福岡銀行戸畑支店
- 戸畑警察署

## アクセス
- JR九州 戸畑駅から徒歩1分。
- 西鉄バスでは「戸畑駅」が最寄りのバス停となっている。バス停から徒歩1分。
- 若戸渡船 戸畑渡場から徒歩8分。